# Комарович, Василий Леонидович
Василий Леонидович Комарович (1894—1942) — советский литературовед, автор книг и статей о древнерусских летописях, творчестве А. С. Пушкина и Ф. М. Достоевского.

## Биография
Родился 1 января 1894 года[по какому календарю?] в селе Воскресенск Макарьевского уезда Нижегородской области.
В 1917 году окончил курс историко-филологического факультета Санкт-Петербургского университета — ученик профессора Шахматова, от которого перенял любовь к исследованию древнерусских летописей.
Преподавал в Нижегородском и Ленинградском университете, был одним из ведущих сотрудников Отдела древнерусской литературы Пушкинского Дома.
Участвовал в подготовке Полных академических собраний произведений Пушкина и Гоголя.
Среди его работ:
- Неизв. статья Ф. М. Достоевского «Петербургские сновидения в стихах и прозе» // Русская мысль. 1916. Кн. 1;
- Достоевский и шестидесятники: Ист.-лит. мат-лы // Совр. мир. 1917. № 1;
- Достоевский и «Египетские ночи» Пушкина // Пушкин и его современники. Вып. 29–30. Пг., 1918;
- Неизданная глава романа «Бесы» // Былое. Пг., 1922. Кн. 18 (перепеч.: «Бесы»: Ант. русской критики. М., 1996);
- Властитель дум. Ф. М. Достоевский в рус. критике кон. XIX - нач. XX в. СПб., 1997);
- Идеи французского утопич. социализма в мировоззрении Белинского // Венок Белинскому / Под ред. Н. Пиксанова. М., 1924;
- «Мировая гармония» Достоевского // Атеней. 1924. № 1–2 (перепеч.: O Dostoevskom: stat'i P.M. Bitsilli, V. L. Komarovich, Iu. Tynianov, S. I. Gessen / Introduction by D. Fanger. Providence, 1966;
- «Бесы» Достоевского и Бакунин // Былое. Кн. 27–28. Пг., 1925;
- Генезис романа «Подросток» // Лит. мысль. Вып. 3. Л ., 1925;
- Петерб. фельетоны Ф. М. Достоевского // Фельетоны сороковых годов. М.-Л., 1930;
- Китежская легенда. Опыт изучения местных легенд… — М.; Л.: Изд-во Акад. наук СССР, 1936. — 184 с. — (Труды Отдела древней литературы/ Акад. наук СССР. Ин-т лит-ры (Пушкинский дом))
- К вопросу о жанре «Путешествия в Арзрум» // Пушкин. Временник пушкинской комиссии. Т. 3. М .-Л., 1937;
- О «Медном всаднике» (к вопросу о творч. замысле) // Лит. современник. Л., 1937. № 2;
- Вторая кавказская поэма Пушкина // Пушкин. Временник пушкинской комиссии. Т. 6. М.-Л., 1941;
- История русской лит-ры: В 10 т. Т. I. М.-Л., 1941;
- История рус. лит-ры: В 10 т. Т. II. Ч. I. М.-Л., 1945;
- История русской лит-ры: В 10 т. Т. II. Ч. 2. М .-Л., 1948[1].
- Достоевский: Современные проблемы историко-литературного изучения. — Л.: Образование, 1925. — 64 с.
- Язык служебной Октябрьской Минеи 1096 года.
- «Весь устремление»: Статьи и исследования о Ф. М. Достоевском. — М.:ИМЛИ РАН, 2018.

Умер от истощения в блокадном Ленинграде в 1942 году.